# Scott Michael Foster
Scott Michael Foster (Winfield, 4 marzo 1985) è un attore statunitense maggiormente conosciuto per il ruolo di Cappie nella serie televisiva Greek - La confraternita.

## Biografia
Foster è nato a Winfield, nell'Illinois. In seguito si è trasferito con la famiglia nel Texas, ed è cresciuto ad Highland Village, Texas, nella periferia di Dallas. Scott ha frequentato la Briarhill Middle School e successivamente la Edward S. Marco High School, dove si è interessato al teatro fino a quando si è diplomato nel 2003. Ha partecipato a "Padre della Sposa" nel suo anno da matricola. Ha frequentato Collin County Community College per un semestre, con particolare attenzione alla recitazione, ma ben presto ha lasciato i suoi studi per perseguire una carriera professionale in questo campo. Ha avuto una relazione con l'attrice Laura Prepon

## Carriera
Foster ha partecipato con ruoli da ospite in un paio di serie televisive ed è stato protagonista in Teenage Dirtbag, prima di ricevere il ruolo dell'universitario Cappie, uno dei protagonisti della serie televisiva Greek in onda per quattro stagioni sul canale ABC Family.
Foster ha anche una band chiamata Siren's Eye, dove ha il ruolo di cantante. Nel 2011, terminate le riprese di Greek, Scott è comparso in brevi archi narrativi nella seconda stagione di Parenthood e nella prima di Melissa & Joey. Nel 2012 Scott compare come personaggio ricorrente dapprima nella breve serie The River (in onda sulla ABC), ed in seguito nella quinta stagione di Californication, dove interpretò il ruolo del nuovo ragazzo di Becca, la figlia di Hank Moody (David Duchovny); l'anno successivo l'attore prende parte come personaggio regolare alla serie Zero Hour cancellata dalla ABC al termine della prima stagione. 
Oltre ad aver partecipato negli anni come ospite a diverse serie televisive quali Women's Murder Club, Amici di letto, Law & Order: LA e The Closer, nel 2014 Scott torna ad apparire in televisione a pieno regime con ruoli ricorrenti nelle serie televisive Halt and Catch Fire della AMC e Chasing Life in onda su ABC Family; lo stesso anno l'attore viene reclutato per la quarta stagione della serie televisiva C'era una volta nel ruolo ricorrente di Kristoff, personaggio proveniente dal film d'animazione Frozen - Il regno di ghiaccio.

## Filmografia

### Cinema
- The Horrible Flowers, regia di Eric Tretbar (2006)
- Teenage Dirtbag, regia di Regina Crosby (2009)
- Ashley's Ashes, regia di Christopher Hutson e Chris Kazmier (2010)
- The Pact II, regia di Dallas Richard Hallam e Patrick Horvath (1112014)
- Must Feed and Water, regia di Raphe Wolfgang - cortometraggio (2015)
- My Dead Boyfriend, regia di Anthony Edwards (2016)
- Wake the Riderless Horse, regia di Michael Langman - cortometraggio (2018)
- The Last Days of TJ Staggs, regia di Noga Pnueli - cortometraggio (2018)
- Deb, regia di Noga Pnueli - cortometraggio (2018)
- 5 Years Apart, regia di Joe Angelo Menconi (2019)
- The Boy Behind the Door, regia di David Charbonier e Justin Powell (2020)
- Your Monster, regia di Caroline Lindy - cortometraggio (2020)
- Choose Love, regia di Stuart McDonald (2023)

### Televisione
- The Game - serie TV, 1 episodio (2007)
- Women's Murder Club - serie TV, 1 episodio (2007)
- Greek - La confraternita (Greek) - serie TV, 74 episodi (2007-2011)
- Quarterlife - serie TV, 3 episodi (2008)
- Parenthood - serie TV, 2 episodi (2011)
- Law & Order: LA - serie TV, 1 episodio (2011)
- Marcy – serie TV, 1 episodio (2011)
- Melissa & Joey - serie TV, 3 episodi (2011)
- Amici di letto (Friends with Benefits) - serie TV, 1 episodio (2011)
- Neighbros, regia di Laura Prepon – film TV (2011)
- The River - serie TV, 5 episodi (2012)
- Californication - serie TV, 10 episodi (2012)
- The Closer - serie TV, 1 episodio (2012)
- Zero Hour - serie TV, 13 episodi (2013)
- Halt and Catch Fire - serie TV, 7 episodi (2014)
- C'era una volta (Once Upon a Time) - serie TV, 9 episodi (2014)
- Chasing Life - serie TV, 26 episodi (2014-2015)
- Blood & Oil - serie TV, 10 episodi (2015)
- Crazy Ex-Girlfriend - serie TV, 35 episodi (2017-2019)
- In the Key of Love, regia di Clare Niederpruem – film TV (2019)
- Chicago P.D. – serie TV, 1 episodio (2021)
- You – serie TV (2021)
- Non sono ancora morta (Not Dead Yet) – serie TV, episodio 1x11 (2023)

## Doppiatori italiani
Nelle versioni in italiano dei suoi lavori, Scott Michael Foster è stato doppiato da: 
- Paolo Vivio in Greek - La confraternita, Parenthood, Amici di letto, The River, The Closer, Zero Hour, Chasing Life, Crazy Ex-Girlfriend
- Simone Crisari in Law & Order: LA
- Andrea Mete in Melissa & Joey
- Edoardo Stoppacciaro in Californication
- Andrea Beltramo in Halt and Catch Fire
- Paolo De Santis in C'era una volta
- Gianluca Cortesi in You
- Alessandro Fattori in Choose Love
- Fabrizio De Flaviis in Non sono ancora morta